# Esmael Mangudadatu

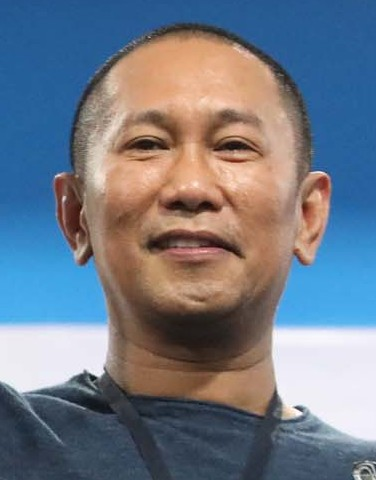
Esmael Mangudadatu, 2018

Esmael „Toto“ Mangudadatu (* 15. August 1968) ist seit dem 30. Juni 2010 Gouverneur von Maguindanao. Davor war er von 2003 bis 2007 Bürgermeister der Stadt Buluan, dann von 2007 bis 2010 deren Vizebürgermeister.
Internationale Aufmerksamkeit erregte seine Kandidatur durch das Massaker in Maguindanao 2009, bei dem 57 Menschen starben. Darunter befanden sich seine Frau, seine Schwestern, sein Anwalt, einige seiner Berater und 32 Journalisten. Er selbst fuhr wegen Morddrohungen nicht mit dem Konvoi mit.
Vier Tage nach dem Vorfall besuchte er die Stellen der Entführung und der Tötungen.
Trotz dieser Vorfälle hatte er in Begleitung von Soldaten, einem Polizeikommandeur und einem General offiziell seine Kandidatur eingereicht.
Am 10. Mai 2010 wurde er zum Gouverneur der Provinz Maguindanao gewählt.
Bei den Gouverneurswahlen 2013 und 2016 wurde er wiedergewählt. 2019 wurde er in das philippinische Abgeordnetenhaus gewählt.